# Bayapo Ndori
Bayapo Ndori (?, 21 juni 1991) is een atleet uit Botswana en heeft olympisch brons gewonnen tijdens de Olympische spelen 2021 op de 4x400 meter voor mannen en won goud op de World Athletics Relays 2024.

## Carrière
Bij de World Athletics Relays 2021 werd Ndori geselecteerd om de 4x400 meter gemengd te lopen. Dit was zijn eerste grote toernooi om aan mee toe doen voor Ndori. Verder heeft Ndori nog geen enkele ervaring op het gebied van eindtoernooien. De World Athletics Relays 2021 was tevens een kwalificatie voor de Olympische Zomerspelen van 2021. Het lukte de ploeg niet om tot de finale door te dringen. Ze werden 7e, laatste en dit betekende dat de Botswaanse 4x400 meter ploeg gemengd zich niet plaatste voor Olympische Zomerspelen van 2021. 
Ndori deed mee tijdens de Olympische Zomerspelen van 2021. Ndori kreeg geen individuele startplaats maar werd wel geselecteerd voor de 4x400 meter mannen. De Botswaanse ploeg kwam de halve finale door en plaatste zich voor de finale. In de finale lag de Botswaanse ploeg op koers voor Olympisch zilver. Op het laatste moment werd Botswana ingehaald door de Nederlander Ramsey Angela en Nederland verwees Botswana daarmee naar de derde plek maar wel in een nieuw Afrikaans record: 57,27. Dit betekende na Nijel Amos, die tijdens Olympische Zomerspelen van 2012 het zilver behaalde op de 800 meter, de tweede Olympische medaille ooit voor Botswana tijdens de Olympische spelen.

## Persoonlijke records
Outdoor
| Onderdeel       | Prestatie          | Datum            | Plaats      |
| --------------- | ------------------ | ---------------- | ----------- |
| 200 m           | 20,82 s (-0,8 m/s) | 15 mei 2022      | Francistown |
| 300 m           | 31,95 s            | 17 februari 2024 | Francistown |
| 400 m           | 44,10 s            | 20 april 2024    | Nairobi     |
| 4x400 m         | 2:57,27 s AR       | 7 augustus 2021  | Tokio       |
| 4x400 m gemengd | 3:13,99 s          | 19 maart 2024    | Accra       |

## Palmares

### 400 m
- 2022:  AK - 45,35
- 2022: 6e WK - 45,29
- 2023: DNF in ½ finale WK

### 4x400 m mannen
- 2019: DQ in serie WK
- 2019:  Afrikaanse Spelen 2019 - 3:02,55
- 2021:  OS - 2:57,27 (AR)
- 2022:  AK - 3:09,25

- 2022: 6e WK - 3:00,14
- 2022:  Gemenebestspelen 2022 - 3:01,85
- 2024:  AK - 2:59,32
- 2024:  World Athletics Relays 2024 - 2:59,11

### 4x400 m gemengd
- 2021: World Athletics Relays 7e in serie - 3:20,97
- 2024:  AK - 3:13,99